# Sol Invictus
 Der er for få eller ingen kildehenvisninger i denne artikel, hvilket er et problem. Du kan hjælpe ved at angive troværdige kilder til de påstande, som fremføres i artiklen.

Sol Invictus (latin for "den ubesejrede sol" eller Deus Sol Invictus "Guden, den ubesejrede sol") var solguden i den senromerske statsreligion. Kulten blev grundlagt af kejser Aurelian i 274 og fortsatte, til hedenskabet blev afskaffet under kejser Theodosius I.
Sol Invictus blev fejret den 25. december.